# Quercus perpallida
Quercus perpallida är en bokväxtart som beskrevs av William Trelease. Quercus perpallida ingår i släktet ekar, och familjen bokväxter. IUCN kategoriserar arten globalt som otillräckligt studerad. Inga underarter finns listade.